# Face Noir
Face Noir ist ein Computerspiel des italienischen Entwicklungsstudios Mad Orange. Das Krimi-Adventure im Film-noir-Stil spielt im New York der 1930er-Jahre und wurde 2013 für Computer mit dem Betriebssystem Microsoft Windows veröffentlicht.

## Handlung
Der Spieler übernimmt die Rolle von Jack Maria Del Nero, einem desillusionierten Privatdetektiv und ehemaligem Polizisten, der in seiner Heimatstadt New York kompromittierende Fotos von der Stieftochter eines Mittelständlers machen soll, der sich so vor seiner Unterhaltspflicht drücken will. Nach Erledigung des Auftrags erhält Del Nero nachts einen anonymen Anruf, der ihn auffordert, sofort zum Hafen zu kommen, um dort Sean MacLeane zu treffen. MacLeane war bei der Polizei Del Neros Partner. Beide standen im Verdacht, Verbindungen zu einem Mafia-Clan zu haben – Del Nero wurde in der Folge aus dem Polizeidienst entlassen, MacLeane aber musste eine Gefängnisstrafe absitzen und war seitdem verschwunden. Im Hafen tappt Del Nero in eine Falle: Er entdeckt die Leiche von MacLeane, wird von einem Unbekannten niedergeschlagen und anschließend von der Polizei überrascht, die in ihm den Mörder seines Ex-Partners sieht.
Ein Unbekannter zahlt Del Neros Kaution. Von seiner ehemaligen Kollegin Victoria, die noch im Polizeidienst steht, erfährt er, dass MacLeane in Los Angeles in kriminelle Machenschaften verwickelt und mit falschen Papieren in New York war. Del Nero ermittelt erneut im Hafen. Er entdeckt in einem Lagerhaus ein verängstigtes Mädchen namens Emily, das von MacLeane, der offenbar eine unmittelbare Gefahr für sich witterte, versteckt worden war. Er bringt das Mädchen bei Greta, einer befreundeten Kneipenwirtin, unter. Er recherchiert, dass MacLeane in Los Angeles mit der Mafiaorganisation „Schwarze Lilie“ verbandelt war und dass diese im Wettlauf mit einer anderen Organisation namens „Rat der Fünf“ auf der Suche nach Emily ist. Bei weiteren Recherchen legt sich Del Nero mit der Schwarzen Lilie und deren Boss Marsetti an, der die halbe New Yorker Polizei auf seiner Gehaltsliste hat, darunter seinen Chef und Victoria. Ein Mitglied des Rat der Fünf unterstützt Del Nero hingegen bei seinen Recherchen.
Die Schwarze Lilie kann Emily und Greta aufstöbern und entführen. Del Nero stellt die Gangster auf einem verlassenen Flughafen. Dort erfährt er, dass die Mitglieder der Schwarzen Lilie nur Handlanger einer Geheimorganisation sind, die Emily einer nicht näher definierten Bestimmung zuführen will, für die sie geboren worden sei. Er kann nicht verhindern, dass Victoria, die besagter höheren Organisation angehört, mit Emily davonfliegt, und wird von Marsetti erschossen. In einer Art Traumsequenz trifft er auf MacLeane, der ihm die Möglichkeit eröffnet, die letzten Sekunden vor seinem Tod erneut zu durchleben. Diesmal kann Del Nero Marsetti erschießen. Überraschend kann er sich mit einem hochrangigen Mitglied der Schwarzen Lilie verbünden, das Victorias Pläne durchkreuzen will. Gemeinsam brechen sie auf nach Damaskus, dem Flugziel von Victoria.

## Spielprinzip und Technik
Face Noir ist ein sogenanntes 2.5D-Adventure. Aus Polygonen zusammengesetzte, dreidimensionale Figuren agieren vor teils handgezeichneten, teils vorgerenderten, meist in Sepiatönen gehaltenen und mitunter teilanimierten Kulissen. In Bezug auf die Steuerung handelt es sich bei Face Noir um ein Point-and-Click-Adventure: Der Spieler steuert die Spielfigur – meist Del Nero, manchmal seinen Ex-Kollegen Sean – mit der Maus durch die Spielwelt. Mit den Maustasten kann er Aktionen einleiten, die den jeweiligen Spielcharakter mit seiner Umwelt interagieren lassen. Er kann so Gegenstände untersuchen und aufnehmen, sie auf die Umgebung oder andere Gegenstände anwenden und mit NPCs kommunizieren. Dialoge werden durch eine Single-Choice-Auswahl vom Spiel vorgegebener, in die Situation passender Themen gesteuert. Mit fortschreitendem Handlungsverlauf werden weitere Orte freigeschaltet. Eine Erweiterung dieser klassischen Adventure-Spielprinzipien stellt das „Gedankeninventar“ dar, in dem Informationen zu Schlussfolgerungen zusammengesetzt werden können. Die Kamera zeigt das Geschehen aus einer teilvariablen Perspektive. Sie hat zunächst eine feste Position inne. Bewegt sich der Spieler ein Stück weit aus dem Bild, fährt die Kamera mit und fokussiert ihn erneut. Verlässt der Spieler den aktuellen Aufenthaltsraum, wird die Kamera in den neuen Raum transferiert und nimmt dort wiederum eine feste Position ein. Zwischensequenzen sind nicht in Spielgrafik gehalten, sondern präsentieren sich als comicartige, unanimierte Panels. Die Erzählstruktur ist nicht linear: Um dem Spieler Hintergrundwissen über die Geschehnisse zu vermitteln, muss er mehrmals die Rolle von Sean MacLeane übernehmen und Szenen in der Vergangenheit durchspielen, die zu dem Szenario führen, das Del Nero später durchlebt.
Face Noir wurde mit Hilfe der Game-Engine Wintermute erstellt.

## Produktionsnotizen
Die Arbeiten am Adventure begannen 2008. Inspiration für die italienischen Autoren Gabriele Papalini und Marco Sgolmin waren einerseits das gemeinsame Interesse am Noir-Genre und an den 1930er-Jahren und andererseits der Wunsch, eine von ihnen wahrgenommene moralische und finanzielle Krise im Italien der 2000er- und 2010er-Jahre in ein Spiel zu transferieren. Papalini hält hierfür das Adventure-Genre wegen seiner nachhaltigen Narrativstruktur für am geeignetsten. Arbeitstitel des Spiels war Face Noir: The Cat with Jade Eyes, der Untertitel wurde aber für die Veröffentlichung nicht übernommen.
Der Produktverpackung lag der Soundtrack des Spiels als CD bei. Die deutschen Sprachaufnahmen wurden im Klanglobby-Tonstudio in Hamburg durchgeführt. Nach der Veröffentlichung als dingliche Version im Juli 2012 folgte im Oktober 2013 eine Veröffentlichung als Download über die digitale Vertriebsplattform Steam.
Ein Nachfolgespiel namens Face Noir II, das die Geschichte ab dem Cliffhanger-Ende weiterführen sollte, wurde angekündigt, aber nie veröffentlicht.

### Sprecher
| Rolle         | deutscher Sprecher |
| ------------- | ------------------ |
| Jack Del Nero | Andreas Otto       |
| Sean MacLeane | Lennardt Krüger    |
| Greta         | Djuwita Müller     |
| Howard        | Joshy Peters       |

## Rezeption
Face Noir erhielt gemischte bis negative Bewertungen. Die Rezensionsdatenbank Metacritic aggregiert 14 Rezensionen zu einem Mittelwert von 59. Das Fachmagazin Adventure-Treff lobte Story, Atmosphäre und den jazzigen Soundtrack des Spiels, kritisierte aber die Steuerung als teils hakelig. Das Magazin stellte heraus, dass die Verwendung der 2003 erschienenen Wintermute Engine zu einer insgesamt altbackenen Technik führe. Das deutsche Onlinemagazin 4Players hob die Story des Spiels positiv hervor – sie sei unterhaltsam, böte ausreichend Charaktertiefe und spiele mit „souveräner Selbstverständlichkeit“ mit Genreklischees. Das Magazin monierte die Linearität der Handlung, einen zu geringen Schwierigkeitsgrad und die deutsche Synchronisation, bei der Stimmen nicht zu den zugehörigen Charakteren passten und transportierte Emotionen nicht zu den jeweiligen Spielsituationen. In Summe bewertete 4Players das Spiel als „unangenehm sperriges“ Adventure. Das US-Magazin Destructoid konstatierte bezüglich des Ambientes des Spiels, Face Noir sei „ein so ernsthafter Versuch, die Geschichten von (Raymond) Chandler (...) und Dashiell Hammett (...) nachzuerzählen, dass es schwierig ist, sich nicht von der Welt eines hartgesottenen Privatdetektivs einnehmen zu lassen“. Das Magazin kritisierte aber „scheußliche“ Charaktermodelle, fragwürdige Designentscheidungen sowie zahlreiche Übersetzungsfehler vom Italienischen ins Englische.